# Останній бій УПА на Житомирщині
Останній бій УПА на Житомирщині — бій бійців УПА проти військ НКВС на Житомирщині. Відбувся 9 липня 1955 по вулиці Рудня у селі Сушки Коростенського району.

## Національно-визвольний рух на Житомирщині 1946—1955
У 1946—1955 роках зміст національно-визвольного руху на Житомирщині поступово набуває рис соціального характеру. Національно-соціальний протест населення проти політики тоталітарного режиму виступав головною домінантою антикомуністичного руху опору, провідною силою якого були ОУН і УПА. Це підтверджується яскравим прикладом підтримки націоналістичного підпілля місцевим населенням впродовж багатьох років.
Звичайно, значна частина жителів краю в умовах масових репресій і владного контролю зберігала обережність і свою прихильність до ОУН і УПА активними діями не проявляла. Втративши зв'язок з центральним керівництвом, що було зумовлено політичною ситуацією, оунівські боївки продовжували боротьбу на протибільшовицькому фронті. Фактично до 1950 р. здійснювали рейди на Житомирщину окремі відділи УПА.
На Житомирщині діяв крайовий, надрайонові, районові, кущові, станичні Проводи ОУН, відділи і боївки УПА, відбувались рейди сильних відділів УПА (сотень і куренів), які зводили бої з окупантами на території Житомирської обл. Проводили пропаганді рейди на території Київської обл.
Маючи підтримку місцевого люду, добре орієнтуючись на місцевості, дотримуючись суворої конспірації, багато боївок УПА діяли на Житомирщині ще в 1950-х роках. Це, зокрема, боївки «Будька» (Сильвестра Примака) в Радомишльському районі, «Артема» (Івана Малимона) в Андрушівському та «Романа» (Володимира Кудрі) в Коростенському районах.
Повстанська сотня «Романа» 13 років діяла на Волині, Рівненщині та Житомирщині.

У січні 1945 року сотенний Української повстанської армії «Роман» (Володимир Кудря) прибув у Житомирську область. Він очолив націоналістичне підпілля в північних районах Київщини і Житомирщини. Роман розповідав у звіті: 
|  | Населення сприймає нашу пропаганду радо і прихильно... Населення ставиться до нас прихильно і не боїться нас. Воно переконалось, що ми нікого не вбиваємо і без страху вночі відкривають нам двері, щиро діляться навіть останнім шматком хліба. Коли пізнають, що це повстанці, радо інформують нас про все, що питаємось. |

Лише після ліквідації останньої боївки 1955 р. силові структури та компартійні органи влади області змогли прозвітувати перед вищим керівництвом про припинення діяльності оунівського підпілля на Житомирщині.

## Бій
Останньою загинула боївка сотенного «Романа». Сталось це через зраду. 8 липня 1955 року садибу Марії Яценко на західній околиці села Сушки оточило кілька сотень КДБістів, які через динаміки зажадали від повстанців здатися (їх було в криївці двоє: сотенний «Роман» та вояк «Лис» Олександр Усач, як буде встановлено аж через сорок років — вже в незалежній українській державі).

У відповідь карателі почули: — Вояки УПА не здаються!
Розпочавшись вночі, бій тривав майже 10 годин. КДБісти підпалили хату, з якої відстрілювалися Роман і Лис. Вояки УПА вискочили з хати і кинулися в різні боки. Але село було оточене щільним кільцем і Романа та Лиса застрелили.
Московські карателі були здивовані незламністю УПівців, адже їх було всього двоє проти кількох сотень солдат КДБ.

## Увічнення пам'яті
У 2002 році в Сушках встановлено пам'ятний знак на честь загиблих повстанців сотні Романа.

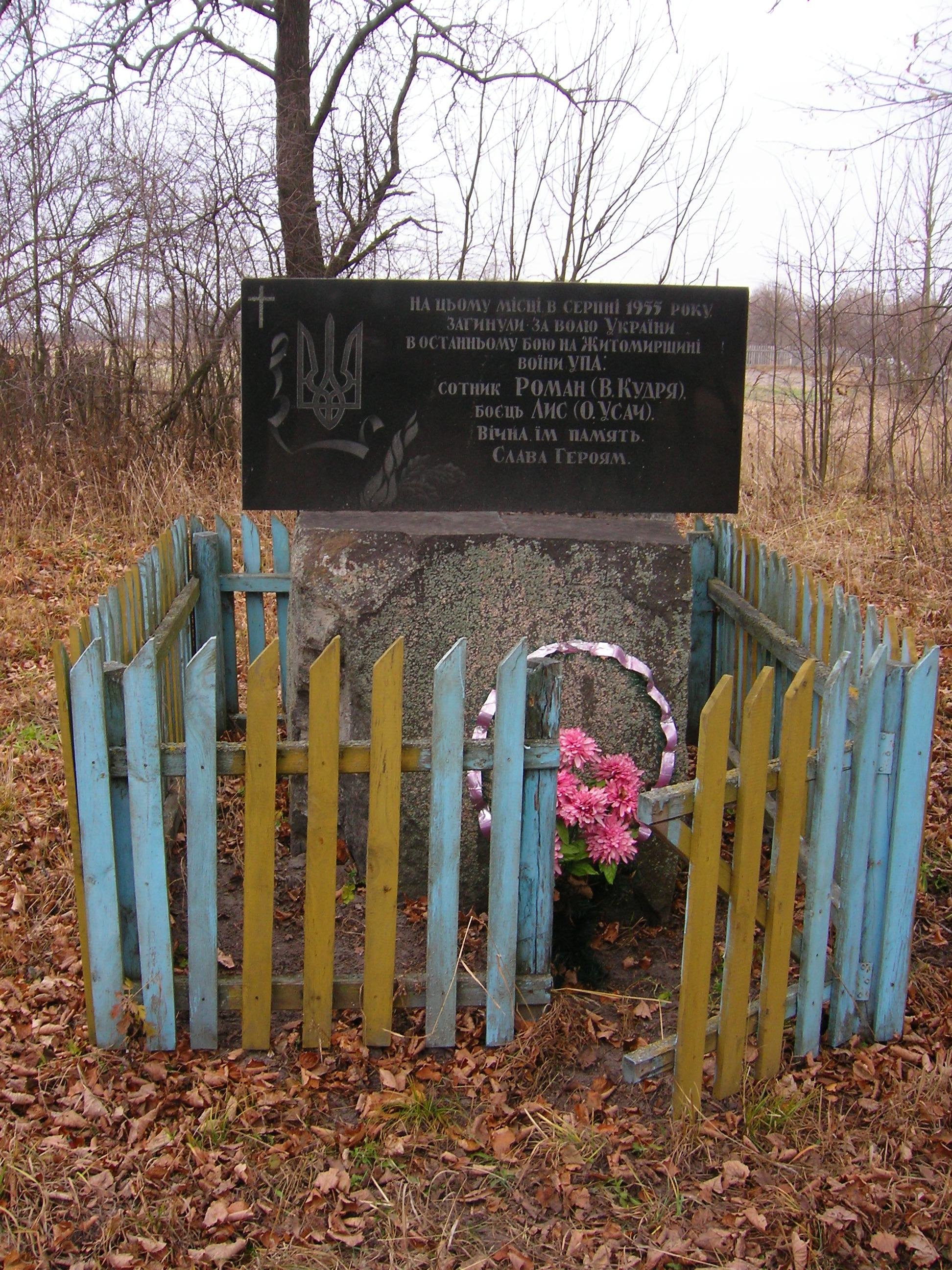
Пам'ятний знак загиблим у Сушках воїнам УПА

10 серпня 2014 року, вночі, цей пам'ятник було зруйновано вандалами.
Пам'ятник було відновлено, в дещо оновленому вигляді, майже через три роки — 9 липня 2017 року, в чергову річницю бою.